# Adrian Barath
Adrian Barath est un joueur de cricket trinidadien né le 14 avril 1990 à Chaguanas, international avec l'équipe des Indes occidentales. Ce batteur débute en 2007 avec l'équipe de Trinité-et-Tobago avant de disputer son premier test match avec les Indes occidentales fin 2009, puis son premier One-day International (ODI) l'année suivante.

## Biographie
Adrian Barath naît le 14 avril 1990 à Chaguanas, sur l'île de Trinité. À l'âge de 11 ans, il est repéré par son compatriote Brian Lara alors qu'il s'entraîne avec son père. Il est sélectionné avec l'équipe de Trinité-et-Tobago des moins de 13 ans à 11 ans, puis avec celle des moins de 15 ans à 13. À 15 ans, il rejoint l'équipe des moins de 19 ans.
À partir de 2007, il s'entraîne avec l'équipe sénior de Trinité-et-Tobago. Il débute en first-class cricket en janvier contre le Guyana, marquant 73 courses dans l'une de ses deux manches. Il réalise ses deux premiers centuries à ce niveau cette saison-là. Toujours en 2007, Brian Lara l'invite en Angleterre, pendant une tournée des Indes occidentales, et il assiste aux réceptions où l'ancien international est convié. Il est nommé « révélation de l'année » en 2008 par la WIPA (association des joueurs des Indes occidentales). La même année, à 17 ans, il participe avec l'équipe des Indes occidentales des moins de 19 ans à la Coupe du monde de cette catégorie d'âge.
Au cours de la saison 2008-2009 de la Regional Four Day Competition (first-class cricket) dans les Indes occidentales, il accumule 845 courses à la moyenne de 44,47. En janvier 2009, il joue avec l'équipe A des Indes occidentales contre l'Angleterre en tournée dans les Caraïbes, et réussit une manche de 132 courses. En juillet, il fait partie des treize joueurs pré-sélectionné avec les Indes occidentales pour affronter, à domicile, le Bangladesh. À quelques jours du premier test-match de la série, la totalité des joueurs, soutenus par la WIPA, se mettent en grève pour des problèmes de contrats, ce qui force la fédération des Indes occidentales, le West Indies Cricket Board, à nommer au dernier moment d'autres joueurs à leur place.
Avec Trinité-et-Tobago, il finit en octobre finaliste de la première ligue des champions de cricket au format Twenty20. Disputant son premier match dans cette forme de jeu au cours du deuxième tour de la compétition, il réalise à cette occasion un score de 63 courses. Il est rappelé pour la tournée des Indes occidentales en Australie en novembre, pour laquelle les grévistes sont pour la première fois reconsidérés comme sélectionnables. Il dispute le premier test-match de sa carrière au 'Gabba de Brisbane, son premier match international avec les Indes occidentales, contre l'Australie. Avec un score de 104 courses dans la deuxième manche, il devient le plus jeune joueur de l'histoire de sa sélection à réaliser un century dans cette forme de jeu.
La tournée du Zimbabwe dans les Caraïbes début 2010 est l'occasion pour lui de disputer son premier Twenty20 international puis son premier One-day International (ODI), au cours duquel il marque 50 courses. En 2010 toujours, il est recruté par les Kings XI Punjab pour participer à l'édition 2010 de l'Indian Premier League (IPL), en Inde, en dehors des enchères de cette saison-là et pour un salaire de 75 000 US$.

## Bilan sportif

### Principales équipes
|                                        | Test        | ODI         | Twenty20    |
| -------------------------------------- | ----------- | ----------- | ----------- |
| Indes occidentales                     | 2009 -      |             |             |
|                                        | First-class | List A      | Twenty20    |
| Trinité-et-Tobago (Indes occidentales) | 2006-2007 - | 2006-2007 - | 2009-2010 - |
| Kings XI Punjab (Inde)                 | -           | -           | 2010 -      |

### Statistiques
À 19 ans et 226 jours, Adrian Barath devient le 28 novembre 2009 le plus jeune joueur des Indes occidentales à marquer un century en test-match, battant le record établi en 1930 par George Headley (20 ans 226 jours),.